# Standesia mulargiae
Standesia mulargiae är en kräftdjursart som beskrevs av G. Anichini. Standesia mulargiae ingår i släktet Standesia och familjen Cyprididae. Inga underarter finns listade i Catalogue of Life.